# Кібарська складчастість
Кібарська складчастість — корелює з дальсландською складчастістю. Кібарська складчастість проявлена в Африці. Гірські породи Кібарської складчастості мають абсолютний вік близько 1 млрд років.
Шуберт і Фор-Мюре (1967) зіставляють кібарську складчастість та Ірумідську складчастість з дальсландською і гренвільською, датуючи їх абсолютний вік відповідно 1000 і 900 млн років.